# Madeleine Gérôme
Marie Lucille Madeleine Baillargeon dita Madeleine Gérôme va ser una actriu còmica quebequesa, nascuda a Mont-real (Quebec) el 5 de maig de 1917 i morta a la mateixa vila el 17 d'octubre de 1996.

## Filmografia
- 1936: La Bête aux sept manteaux de Jean de Limur - Gisèle
- 1936: Marinella de Pierre Caron
- 1936: Club de femmes de Jacques Deval
- 1937: Trois artilleurs au pensionnat de René Pujol - Alice
- 1937: Le Chemin de Rio de Robert Siodmak
- 1937: La Chaste Suzanne d'André Berthomieu
- 1938: Le Plus beau gosse de France de René Pujol
- 1949: Retour à la vie de Jean Dréville - La jove vídua
- 1950: Amédée de Gilles Grangier - Une vendeuse
- 1950: Justice est faite d'André Cayatte - Mme Michaud, l'amant del "Roy Soleil"
- 1950: Trois télégrammes d'Henri Decoin - Mme Grandjean
- 1951: La nuit est mon royaume de Georges Lacombe - Mme Landry, la mare
- 1951: Le Plus Joli Péché du monde de Gilles Grangier - Uns amiga
- 1951: La Vie chantée de Noël-Noël - La dona casada
- 1951: Une histoire d'amour de Guy Lefranc - Una convidada
- 1952: La Jeune Folle d'Yves Allégret - Mme Donovan